# Новобыховский сельсовет
Новобы́ховский сельсовет — административно-территориальная единица Быховского района Могилёвской области Белоруссии.

## История
Новобыховский сельский Совет с центром в деревне Новый Быхов был образован в 1917 году.
Названия:
- с 1917 — Новобыховский сельский Совет крестьянских депутатов
- с 14 января 1918 — Новобыховский сельский Совет рабочих, солдатских и крестьянских депутатов
- с 23 февраля 1918 — Новобыховский сельский Совет рабочих, крестьянских и красноармейских депутатов
- с 5 декабря 1936 — Новобыховский сельский Совет депутатов трудящихся
- с 7 октября 1977 — Новобыховский сельский Совет народных депутатов
- с 15 марта 1994 — Новобыховский сельский Совет депутатов[2]

Административная подчинённость:
- с 1917 — в Новобыховской волости Быховского уезда
- с 20 августа 1924 — в Быховском районе[2]

Расширен 20 ноября 2013 года за счёт населённых пунктов, переданных из состава упразднённого Нижнетощицкого сельсовета.

## Состав
Включает 26 населённых пунктов:
- Адаменка — посёлок.
- Великий Лес — деревня[К 1].
- Верхняя Тощица — деревня[К 1].
- Виляховка — деревня[К 1].
- Вишенька — деревня[К 1].
- Вотня — деревня.
- Заводчик — посёлок[К 1].
- Истопки — деревня[К 1].
- Калинин — посёлок[К 1].
- Калинина — посёлок.
- Красный Берег — деревня[К 1].
- Лазаревичи — деревня.
- Ленина — деревня.
- Ленина — посёлок[К 1].
- Липа — деревня[К 1].
- Малиновка — деревня[К 1].
- Михалевка — деревня[К 1].
- Нижняя Тощица — деревня[К 1].
- Новый Быхов — агрогородок.
- Первое Мая — деревня[К 1].
- Покровский — посёлок.
- Рабочий — посёлок[К 1].
- Синеж — деревня[К 1].
- Таймоново — деревня.
- Тощица — деревня[К 1].
- Яново — посёлок.

Упразднённые населённые пункты на территории сельсовета:
- Подольцево — посёлок.
- Ульяново — деревня.

## Комментарии
1. 1 2 3 4 5 6 7 8 9 10 11 12 13 14 15 16 17  С 20.11.2013; из состава Нижнетощицкого сельсовета[3].